# Грчка на Летњим олимпијским играма 2012.
Грчка је учествовала на Летњим олимпијским играма 2012. у Лондону и било је то њихово 27. учешће на Летњим олимпијским играма.
Грчку делегацију на овим играма чинилио је укупно 103 спортиста (65 мушкараца и 38 жена) који су се такмичили у 19 спортова (18 у појединачној и 1 у екипној конкуренцији).
Националну заставу Грчке на свечаној церемонији отварања игара носио је теквондиста Александрос Николаидис, док је заставу на свечаној церемонији затварања игара носио пливач слободним стилом Спиридон Јаниотис.
На овим играма грчки спортисти освојили су само две бронзане медаље, и био је то први пут након игара у Сеулу 1988. да спортисти из ове земље нису освојили нити једну златну или сребрну медаљу. Медаље су освојили џудиста Илијас Илијадис те веслачки женски лаки дубл скул у саставу Александра Цјаву и Христина Јазидзиду. на укупном поретку освајача медаља Грчка је заузела тек 75. место.

## Освајачи медаља
| Мед. | Освајач                             | Спорт   | Дисциплина       | Датум     |
| ---- | ----------------------------------- | ------- | ---------------- | --------- |
|      | Илијас Илијадис                     | Џудо    | - до 90 кг       | 1. август |
|      | Александра Цјаву Христина Јазидзиду | Веслање | - лаки дубл скул | 4. август |

| Спорт   |   |   |   | Укупно |
| Џудо    | 0 | 0 | 1 | 1      |
| Веслање | 0 | 0 | 1 | 1      |
| Укупно  | 0 | 0 | 2 | 2      |

## Учесници по спортовима
| Спорт            | Мушкарци | Жене | Укупно |
| ---------------- | -------- | ---- | ------ |
| Атлетика         | 11       | 12   | 23     |
| Бициклизам       | 4        | 0    | 4      |
| Ватерполо        | 13       | 0    | 13     |
| Веслање          | 8        | 2    | 10     |
| Гимнастика       | 2        | 7    | 9      |
| Дизање тегова    | 1        | 0    | 1      |
| Једрење          | 9        | 2    | 11     |
| Кајак и кану     | 1        | 0    | 1      |
| Мачевање         | 0        | 1    | 1      |
| Одбојка на песку | 0        | 2    | 2      |
| Пливање          | 8        | 6    | 14     |
| Рвање            | 1        | 1    | 2      |
| Синхроно пливање | 0        | 2    | 2      |
| Скокови у воду   | 1        | 0    | 1      |
| Стони тенис      | 2        | 0    | 2      |
| Стреличарство    | 0        | 1    | 1      |
| Стрељаштво       | 2        | 1    | 3      |
| Теквондо         | 1        | 0    | 1      |
| Џудо             | 1        | 1    | 2      |
| 19 спортова      | 65       | 38   | 103    |

## Атлетика
Грчку атлетску репрезентацију чинило је укупно 23 атлетичара, 11 у мушкој и 12 у женској категорији.
Мушкарци
| Атлетичар                 | Дисциплина    | Квалификације | Квалификације | Полуфинале       | Полуфинале       | Финале           | Финале           |
| Атлетичар                 | Дисциплина    | Рез           | Плас.         | Рез.             | Плас.            | Рез.             | Плас.            |
| ------------------------- | ------------- | ------------- | ------------- | ---------------- | ---------------- | ---------------- | ---------------- |
| Костас Дувалидис          | 110 м препоне | 13,40         | 2. КВ         | 13,77            | 7.               | Није се пласирао | Није се пласирао |
| Периклис Јаковакис        | 400 м препоне | 50,27         | 5.            | Није се пласирао | Није се пласирао | Није се пласирао | Није се пласирао |
| Александрос Папамихаил    | 20 км ходање  |               |               |                  |                  | 1:21:12 НР       | 15.              |
| Александрос Папамихаил    | 50 км ходање  |               |               |                  |                  | 3:49:56 НР       | 25.              |
| Констандинос Пулиос       | маратон       |               |               |                  |                  | 2:33:17          | 80.              |
| Ликургос-Стефанос Цаконас | 200 м         | 20,56         | 4. кв         | 20,52=Л. Р.      | 5.               | Није се пласирао | Није се пласирао |

| Атлетичар                 | Дисциплина  | Квалификације | Квалификације | Финале           | Финале           |
| Атлетичар                 | Дисциплина  | Рез.          | Плас.         | Рез.             | Плас.            |
| ------------------------- | ----------- | ------------- | ------------- | ---------------- | ---------------- |
| Констандинос Баниотис     | скок увис   | 2,21          | 25.           | Није се пласирао | Није се пласирао |
| Констандинос Филипидис    | скок мотком | 5,60          | 3. кв         | 5,65             | 7.               |
| Спиридон Лембесис         | копље       | 82,40         | 5. КВ         | 81,91            | 7.               |
| Александрос Пападимитрију | кладиво     | 67,19         | 37.           | Није се пласирао | Није се пласирао |
| Михалис Стаматојанис      | кугла       | 19,24         | 25.           | Није се пласирао | Није се пласирао |
| Луис Цатумас              | скок удаљ   | 7,53          | 29.           | Није се пласирао | Није се пласирао |

Жене
| Атлетичарка        | Дисциплина   | Квалификације | Квалификације | Четвртфинале | Четвртфинале | Полуфинале        | Полуфинале        | Финале            | Финале            |
| Атлетичарка        | Дисциплина   | Рез.          | Плас.         | Рез.         | Плас.        | Рез.              | Плас.             | Рез.              | Плас.             |
| ------------------ | ------------ | ------------- | ------------- | ------------ | ------------ | ----------------- | ----------------- | ----------------- | ----------------- |
| Марија Белимбасаки | 100 м        |               |               | 11,63        | 6.           | Није се пласирала | Није се пласирала | Није се пласирала | Није се пласирала |
| Марија Белимбасаки | 200 м        | 23,36         | 4.            |              |              | Није се пласирала | Није се пласирала | Није се пласирала | Није се пласирала |
| Елени Филандра     | 800 м        | 2:02,29       | 3. КВ         |              |              | 2:04,42           | 8.                | Није се пласирала | Није се пласирала |
| Констандина Кефала | маратон      |               |               |              |              |                   |                   | 3:01:18           | 104.              |
| Деспина Запуниду   | 20 км ходање |               |               |              |              |                   |                   | 1:35:19           | 44.               |

| Атлетичарка           | Дисциплина  | Квалификације | Квалификације | Финале            | Финале            |
| Атлетичарка           | Дисциплина  | Рез.          | Плас.         | Рез.              | Плас.             |
| --------------------- | ----------- | ------------- | ------------- | ----------------- | ----------------- |
| Николета Киријакопулу | скок мотком | 4,25          | 19.           | Није се пласирала | Није се пласирала |
| Стела-Иро Ледаки      | скок мотком | 4,50 =Л. Р.   | 13.           | Није се пласирала | Није се пласирала |
| Сава Лика             | копље       | 57,06         | 27.           | Није се пласирала | Није се пласирала |
| Ники Панета           | троскок     | 13,66         | 24.           | Није се пласирала | Није се пласирала |
| Атанасија Пера        | троскок     | 11,93         | 33.           | Није се пласирала | Није се пласирала |
| Катерина Стефаниди    | скок мотком | 4,25          | 24.           | Није се пласирала | Није се пласирала |
| Антонија Стерју       | скок увис   | 1,93 нрс      | 13.           | Није се пласирала | Није се пласирала |

Седмобој
| Атлетичарка     | Дисциплине | 100П  | СВ   | К     | 200 м | СД   | БК       | 800 м   | ФИН   | Плас. |
| --------------- | ---------- | ----- | ---- | ----- | ----- | ---- | -------- | ------- | ----- | ----- |
| Софија Ифандиду | Рез.       | 13,82 | 1,68 | 12,96 | 25,91 | 5,81 | 56,96 ОР | 2:22,03 | 5.947 | 24.   |
| Софија Ифандиду | Бод.       | 1.004 | 830  | 725   | 805   | 792  | 995      | 796     | 5.947 | 24.   |

## Бициклизам
Друм
| Бициклиста       | Дисциплина               | Време   | Пласман | Детаљи |
| ---------------- | ------------------------ | ------- | ------- | ------ |
| Јоанис Тамуридис | Друмска трка за мушкарце | 5:58:24 | 110/110 |        |

Велодром
| Бициклиста        | Дисциплина   | Квалификације       | Квалификације | 1. коло                       | Реп. 1                        | 2. коло                       | Реп. 2                        | 1/4 финале                    | 1/2 финале                    | Финале                        | Финале           |
| Бициклиста        | Дисциплина   | Време Брзина (км/ч) | Плас.         | Противник Време Брзина (км/ч) | Противник Време Брзина (км/ч) | Противник Време Брзина (км/ч) | Противник Време Брзина (км/ч) | Противник Време Брзина (км/ч) | Противник Време Брзина (км/ч) | Противник Време Брзина (км/ч) | Плас.            |
| ----------------- | ------------ | ------------------- | ------------- | ----------------------------- | ----------------------------- | ----------------------------- | ----------------------------- | ----------------------------- | ----------------------------- | ----------------------------- | ---------------- |
| Зафирис Воликакис | мушки спринт | 10,663 67,523       | 17.           | Буже (FRA) · ДСК              | Није се пласирао              | Није се пласирао              | Није се пласирао              | Није се пласирао              | Није се пласирао              | Није се пласирао              | Није се пласирао |

| Бициклиста        | Дисциплина   | 1. коло | Репасаж | 2. коло | Финале |
| Бициклиста        | Дисциплина   | Плас.   | Плас.   | Плас.   | Плас.  |
| ----------------- | ------------ | ------- | ------- | ------- | ------ |
| Христос Воликакис | мушки кеирин | 6. реп  | 1. КВ   | 6.      | 9.     |

Планински бициклизам
| Бициклиста      | Дисциплина        | Резултат | Пласман |
| --------------- | ----------------- | -------- | ------- |
| Периклис Илијас | мушки крос кантри | 1:38:51  | 33.     |

## Ватерполо
- Мушка ватерполо репрезентација Грчке - 13 ватерполиста

| №  | Име                    | Поз. | Тежина | Висина | Датум рођења        | Клуб у 2012.    |
| -- | ---------------------- | ---- | ------ | ------ | ------------------- | --------------- |
| 1  | Николаос Делијанис     | Г    | 1,90 м | 95 кг  | 3. септембар 1976.  | ВК Олимпијакос  |
| 2  | Емануил Милонакис      | О    | 1,85 м | 75 кг  | 9. април 1985.      | ВК Вулијагменис |
| 3  | Андреас Миралис        | О    | 1,83 м | 89 кг  | 21. септембар 1987. | ВК Патрон       |
| 4  | Констандинос Кокинакис | ЦБ   | 1,93 м | 107 кг | 9. октобар 1975.    | ВК Панатинаикос |
| 5  | Теодорос Хаџитеодору   | О    | 1,90 м | 100 кг | 1. октобар 1976.    | ВК Хиос         |
| 6  | Арјирис Теодоропулос   | О    | 1,87   | 95 кг  | 13. јануар 1981.    | ВК Хиос         |
| 7  | Христос Афрудакис      | О    | 1,88 м | 88 кг  | 23. мај 1984.       | ВК Вулијагменис |
| 8  | Евангелос Делакас      | ЦБ   | 1,90 м | 88 кг  | 8. фебруар 1985.    | ВК Олимпијакос  |
| 9  | Јоргос Афрудакис       | Н    | 1,94 м | 103 кг | 17. октобар 1976.   | ВК Панатинаикос |
| 10 | Јоанис Фундулис        | О    | 1,87 м | 86 кг  | 25. мај 1988.       | ВК Олимпијакос  |
| 11 | Констандинос Мурикис   | Н    | 1,98 м | 115 кг | 11. јул 1988.       | ВК Олимпијакос  |
| 12 | Мандос Вулгаракис      | Н    | 1,88 м | 104 кг | 14. март 1980.      | ВК Вулијагменис |
| 13 | Филипос Карампецос     | Г    | 1,92 м | 104 кг | 22. октобар 1974.   | ВК Хиос         |

Селектор: Драган Андрић
Група А
| 29. јун 2012. 10:00 | Извештај | Грчка                                        | 6 : 8   | Хрватска                 | Ватерполо арена Судије: Адријан Александреску (РУМ), György Juhász (МАЂ) |
| 29. јун 2012. 10:00 | Извештај | Резултати по четвртинама: 2:1, 1:2, 2:2, 1:3 |         |                          | Ватерполо арена Судије: Адријан Александреску (РУМ), György Juhász (МАЂ) |
| 29. јун 2012. 10:00 | Извештај | Фунтулис, Мурикис 2                          | Стрелци | Сукно, Бошковић, Добуд 2 | Ватерполо арена Судије: Адријан Александреску (РУМ), György Juhász (МАЂ) |

| 31. јул 15:30 | Извештај | Грчка                                        | 7 : 7   | Италија            | Ватерполо арена Судије: Маријо Бргуљан (ЦГ), Михајло Ћирић (СРБ) |
| 31. јул 15:30 | Извештај | Резултати по четвртинама: 2:1, 1:2, 2:3, 2:1 |         |                    | Ватерполо арена Судије: Маријо Бргуљан (ЦГ), Михајло Ћирић (СРБ) |
| 31. јул 15:30 | Извештај | Фунтулис, Афрудакис 2                        | Стрелци | Прешути, Ђорђети 2 | Ватерполо арена Судије: Маријо Бргуљан (ЦГ), Михајло Ћирић (СРБ) |

| 2. август 11:20 | Извештај | Казахстан                                    | 4 : 11  | Грчка      | Ватерполо арена Судије: Улрих Шпигел (НЕМ), Брајан Литкџон (ВБ) |
| 2. август 11:20 | Извештај | Резултати по четвртинама: 1:2, 0:4, 1:3, 2:2 |         |            | Ватерполо арена Судије: Улрих Шпигел (НЕМ), Брајан Литкџон (ВБ) |
| 2. август 11:20 | Извештај | Укуманов 2                                   | Стрелци | Фунтулис 5 | Ватерполо арена Судије: Улрих Шпигел (НЕМ), Брајан Литкџон (ВБ) |

| 4. август 18:20 | Извештај | Грчка                                        | 9 : 11  | Шпанија       | Ватерполо арена Судије: Маријо Бргуљан (ЦГ), Адријан Александреску (РУН) |
| 4. август 18:20 | Извештај | Резултати по четвртинама: 3:4, 2:4, 2:1, 2:2 |         |               | Ватерполо арена Судије: Маријо Бргуљан (ЦГ), Адријан Александреску (РУН) |
| 4. август 18:20 | Извештај | Делакас 2                                    | Стрелци | 3 играча по 2 | Ватерполо арена Судије: Маријо Бргуљан (ЦГ), Адријан Александреску (РУН) |

| 6. август 11:20 | Извештај | Грчка                                        | 8 : 13  | Аустралија | Ватерполо арена Судије: Михајло Ћирић (СРБ), Серхи Санчез (ШПА) |
| 6. август 11:20 | Извештај | Резултати по четвртинама: 2:3, 3:5, 1:3, 2:2 |         |            | Ватерполо арена Судије: Михајло Ћирић (СРБ), Серхи Санчез (ШПА) |
| 6. август 11:20 | Извештај | Катцитеодору 3                               | Стрелци | Хауден 3   | Ватерполо арена Судије: Михајло Ћирић (СРБ), Серхи Санчез (ШПА) |

| Репрезентација | ОУ | П | Н | И | ДГ | ПГ | РГ  | Бод |
| -------------- | -- | - | - | - | -- | -- | --- | --- |
| Хрватска       | 5  | 5 | 0 | 0 | 50 | 29 | +21 | 10  |
| Италија        | 5  | 3 | 1 | 1 | 40 | 36 | +4  | 7   |
| Шпанија        | 5  | 3 | 0 | 2 | 52 | 42 | +10 | 6   |
| Аустралија     | 5  | 2 | 0 | 3 | 40 | 44 | -4  | 4   |
| Грчка          | 5  | 1 | 1 | 3 | 41 | 43 | -2  | 3   |
| Казахстан      | 5  | 0 | 0 | 5 | 24 | 53 | -29 | 0   |

## Веслање
Мушкарци
| Веслачи                                                     | Дисциплина      | Квалификације | Квалификације | Репасаж | Репасаж  | Полуфинале | Полуфинале | Финале  | Финале |
| Веслачи                                                     | Дисциплина      | Рез.          | Плас.         | Рез.    | Плас.    | Рез.       | Плас.      | Рез.    | Плас.  |
| ----------------------------------------------------------- | --------------- | ------------- | ------------- | ------- | -------- | ---------- | ---------- | ------- | ------ |
| Апостолос Гунтулас Николаос Гунтулас                        | двојац без кор. | 6:21,46       | 3. ПФА/Б      | ---     | ---      | 7:07,15    | 5. БФ      | 6:53,69 | 9.     |
| Панајотис Магданис Елефтеријос Конзолас                     | лаки дубл скул  | 6:42,13       | 5. Р          | 6:31,13 | 1. ПФA/Б | 6:40,89    | 4. БФ      | 6:31,71 | 8.     |
| Јоанис Христу Стерјос Папахристос Јоанис Цилис Јорјос Жалас | чезверац        | 5:57,71       | 3. ПФA/Б      | ---     | ---      | 6:02,61    | 2. АФ      | 6:11,43 | 4.     |

Жене
| Веслачица                            | Дисциплина     | Квалификације | Квалификације | Репасаж | Репасаж | Полуфинале | Полуфинале | Финале  | Финале |
| Веслачица                            | Дисциплина     | Рез.          | Плас.         | Рез.    | Плас.   | Рез.       | Плас.      | Рез.    | Плас.  |
| ------------------------------------ | -------------- | ------------- | ------------- | ------- | ------- | ---------- | ---------- | ------- | ------ |
| Христина Јазидзиду Александра Цијаву | лаки дубл скул | 7:03,66       | 1. ПФА/Б      | ---     | ---     | 7:09,01    | 2. АФ      | 7:12,09 |        |

Легенда: АФ=Финале A (за медаље); БФ=Финале Б; ЦФ=Финале Ц; ПФА/Б=Полуфинала A/Б; ПФЦ/Д=Полуфинала Ц/Д; 1/4Ф=Четвртфинале; Р=Репасаж

## Гимнастика
По справама
| Гимнастичар        | Дисциплина       | Квалификације | Квалификације | Квалификације | Квалификације | Квалификације | Квалификације | Квалификације | Квалификације | Финале           | Финале           | Финале           | Финале           | Финале           | Финале           | Финале           | Финале           |
| Гимнастичар        | Дисциплина       | Справа        | Справа        | Справа        | Справа        | Справа        | Справа        | Укупно        | Плас.         | Справа           | Справа           | Справа           | Справа           | Справа           | Справа           | Укупно           | Плас.            |
| Гимнастичар        | Дисциплина       | Па            | КсХ           | К             | Пр            | Р             | В             | Укупно        | Плас.         | П                | КсХ              | К                | Пр               | Р                | В                | Укупно           | Плас.            |
| ------------------ | ---------------- | ------------- | ------------- | ------------- | ------------- | ------------- | ------------- | ------------- | ------------- | ---------------- | ---------------- | ---------------- | ---------------- | ---------------- | ---------------- | ---------------- | ---------------- |
| Власис Марас       | паралелни разбој | ---           | ---           | ---           | ---           | 13.400        | ---           | 13.400        | 64.           | Није се пласирао | Није се пласирао | Није се пласирао | Није се пласирао | Није се пласирао | Није се пласирао | Није се пласирао | Није се пласирао |
| Власис Марас       | вратило          | ---           | ---           | ---           | ---           | ---           | 14.300        | 14.300        | 35.           | Није се пласирао | Није се пласирао | Није се пласирао | Није се пласирао | Није се пласирао | Није се пласирао | Није се пласирао | Није се пласирао |
| Василиос Цолакидис | паралелни разбој | ---           | ---           | ---           | ---           | 15.466        | ---           | 15.466        | 7. КВ         | ---              | ---              | ---              | ---              | 15.300           | ---              | 15.300           | 6.               |

| Гимнастичарка   | Дисциплина     | Квалификације | Квалификације | Квалификације | Квалификације | Квалификације | Квалификације | Финале            | Финале            | Финале            | Финале            | Финале            | Финале            |
| Гимнастичарка   | Дисциплина     | Справа        | Справа        | Справа        | Справа        | Укупно        | Плас.         | Справа            | Справа            | Справа            | Справа            | Укупно            | Плас.             |
| Гимнастичарка   | Дисциплина     | Па            | Пр            | Др            | Гр            | Укупно        | Плас.         | Па                | Пр                | Др                | Гр                | Укупно            | Плас.             |
| --------------- | -------------- | ------------- | ------------- | ------------- | ------------- | ------------- | ------------- | ----------------- | ----------------- | ----------------- | ----------------- | ----------------- | ----------------- |
| Василики Милузи | женски вишебој | 12.933        | 12.800        | 13.425        | 14.366        | 53.524        | 34.           | Није се пласирала | Није се пласирала | Није се пласирала | Није се пласирала | Није се пласирала | Није се пласирала |

 Ритмичка гимнастика
| Гимнастичарке                                                                                | Дисциплина | Квалификације | Квалификације    | Квалификације | Квалификације | Финале            | Финале            | Финале            | Финале            |
| Гимнастичарке                                                                                | Дисциплина | 5 лопти       | 3 траке 2 обруча | Укупно        | Плас.         | 5 лопти           | 3 траке 2 обруча  | Укупно            | Плас.             |
| -------------------------------------------------------------------------------------------- | ---------- | ------------- | ---------------- | ------------- | ------------- | ----------------- | ----------------- | ----------------- | ----------------- |
| Елени Доика Алексија Кирјази Евдокиа Лукагу Ставрула Самара Василија Заху Маријанти Зафирију | Екипно     | 25.875        | 26.000           | 51.875        | 9.            | Нису се пласирале | Нису се пласирале | Нису се пласирале | Нису се пласирале |

## Дизање тегова
| Дизач             | Дисциплина | Трзај | Трзај | Избачај | Избачај | Укупно | Пласман |
| Дизач             | Дисциплина | Рез.  | Плас. | Рез.    | Плас.   | Укупно | Пласман |
| ----------------- | ---------- | ----- | ----- | ------- | ------- | ------ | ------- |
| Давид Кавеласвили | - до 94 кг | 170   | 11.   | 200     | 13.     | 370    | 13.     |